# Thomas Curtis
Thomas Pelham "Tom" Curtis (født 7. september 1870 i Boston, Massachusetts, død 23. maj 1944 i Nahant, Massachusetts) var en amerikansk atlet, der deltog i de første moderne olympiske lege 1896 i Athen.

## Idrætskarriere
Curtis var en ivrig sportsmand, der blandt andet dyrkede amerikansk fodbold og atletik som studerende på MIT. Han rejste med et hold fra Boston-området til det første OL, hvor han var tilmeldt i tre discipliner. I 100 meterløb vandt han sit indledende heat, men stillede så ikke op i finalen, der lå lige inden næste disciplin, som han også var med i. I 110 meter hæk, hvor kun otte løbere stillede op, vandt han sit indledende heat og kom i finalen, hvor derudover kun briten Grantley Goulding, som havde vundet det andet heat, stillede op. Goulding blev betragtet som den bedste tekniker af de to, men Curtis var hurtigst og vandt med et forspring på fem centimeter i tiden 17,6 sekunder og blev dermed historiens første olympiske mester i hækkeløb. Curtis var endvidere tilmeldt i længdespring, men stillede ikke op i denne disciplin.
Som en ivrig amatørfotograf tog Curtis mange værdifulde billeder i Athen og offentliggjort flere humoristiske erindringer om de første moderne olympiske lege. Den mest berømte af dem er High Hurdles and White Gloves (1932).

## Øvrige karriere
Ud over på MIT studerede Curtis et år på Technische Universität i Dresden i Tyskland. Under første verdenskrig kommanderede han Massachusetts ambulancekorps og blev senere leder for Lord Electric Company of Massachusetts. Her deltog han blandt andet i udviklingen af brødristeren.

## Personlige rekorder
- 100 meter: 12,2 (1896)
- 110 meter hæk 17,6 (1896)